# 里米尼
里米尼（義大利語：[ˈriːmini] ⓘ），意大利艾米利亚-罗马涅大区一城市，里米尼省首府，位于海滨，里米尼城区面积134.20平方公里，人口138,060（2007年6月30日统计），是意大利艾米利亚-罗马涅大区的一座城市，是里米尼省的首府。里米尼在古羅馬叫做「阿里米努姆」（拉丁語: Ariminum），有弗拉米尼亚大道連接羅馬。

## 地理
它坐落于亚得里亚海海边，在马雷基亚河（古称Ariminus）和奥萨河（英語：Ausa River，古称Aprusa）之间。同時它拥有15公里的沙滩海岸线。

## 歷史
城市在公元前258年由古罗马人建立，在古罗马时期，里米尼是连接亚平宁半岛南北的枢纽。
古罗马皇帝在这片土地上留下了众多古迹，如奥古斯都拱门和提比略桥。
在文艺复兴时期，这座城市受益于馬拉泰斯塔家族的慷慨，马拉泰斯塔家族支持了莱昂纳多·达·芬奇等艺术家并修建了馬拉泰斯塔教堂等建筑。
1797年成為奇薩爾皮尼共和國一部分，到拿破崙時代，又成為義大利王國一部分，直至1814年該王國滅亡為止。到1860年義大利統一後，為羅馬涅大區一部分。
在第二次世界大战中，里米尼成为了冲突和轰炸的目标，至1945年二戰結束，開始重建，成为了旅遊中心。

## 經濟
由於拥有15公里的沙滩海岸线，它是欧洲最著名的海滨度假地点之一，超过1000家旅馆和数以千计的酒吧、餐厅和夜店。里米尼的第一家海滨浴场开业于1843年。

## 名人
- 费德里柯·费里尼：著名导演
- 德里奥·罗西：足球教練
- 馬西莫·坦布里尼：摩托車設計師

## 友好城市

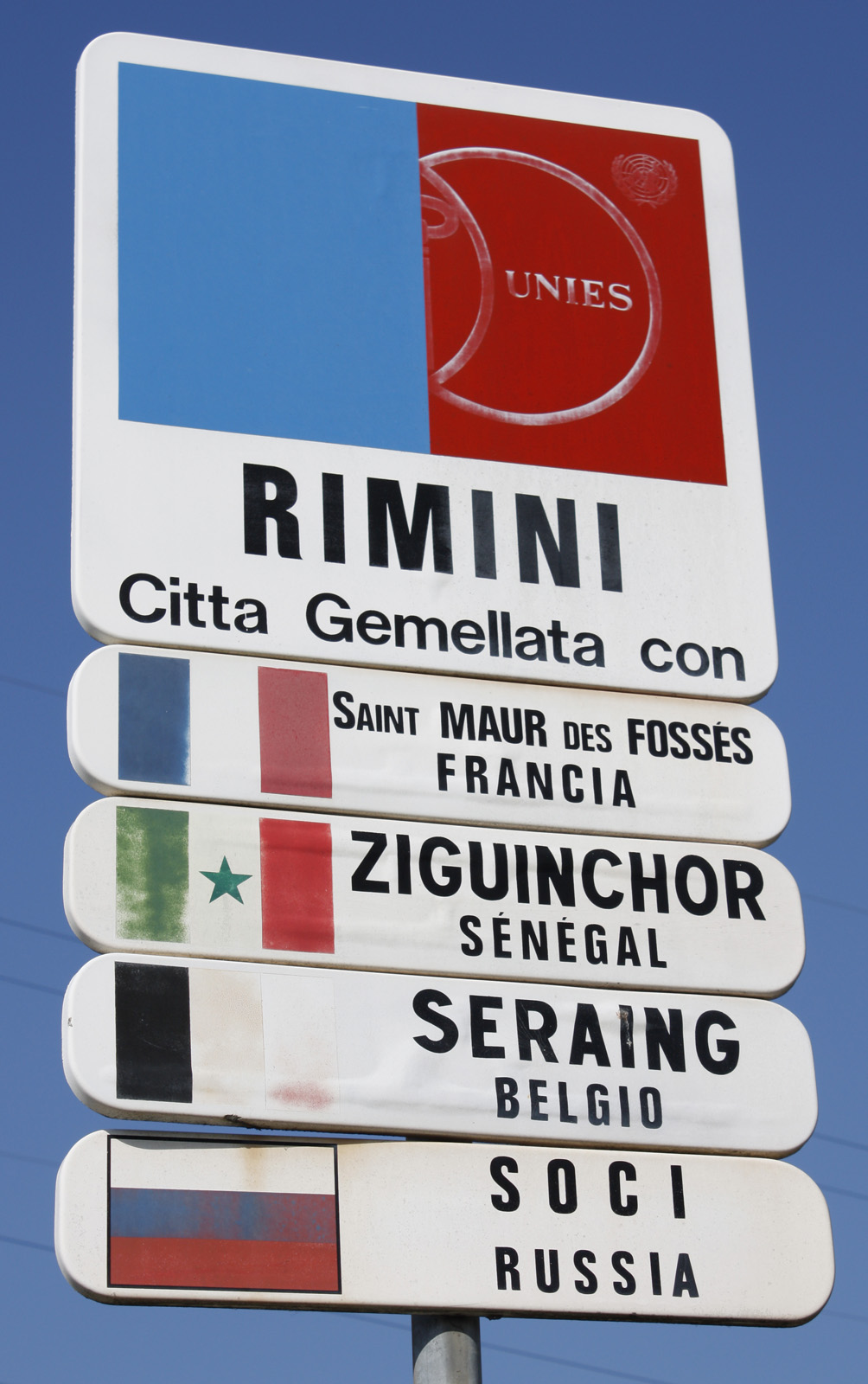

- 比利时瑟兰
- 法国聖莫爾-德福塞
- 俄罗斯索契
- 塞内加尔济金绍尔
- 美国劳德代尔堡
- 中国扬州
- 吉布提吉布提市